# Aiglun (Alpes de Alta Provenza)
 Aiglun  es una población y comuna francesa, en la región de Provenza-Alpes-Costa Azul, departamento de Alpes de Alta Provenza, en el distrito de Digne-les-Bains y cantón de Digne-les-Bains-Ouest.
Hay una población homónima en el departamento de Alpes Marítimos.

## Demografía
| 162 | 174 | 371 | 713 | 1011 | 1038 |
| Para los censos de 1962 a 1999 la población legal corresponde a la población sin duplicidades (Fuente: INSEE [Consultar]) |     |     |     |      |      |